# Stung (film 1908)
Stung è un cortometraggio muto del 1908 diretto da Gilbert M. 'Broncho Billy' Anderson.

## Produzione
Il film fu prodotto dalla Essanay Film Manufacturing Company..

## Distribuzione
Il cortometraggio uscì nelle sale cinematografiche USA il 15 luglio 1908. La commedia è conosciuta anche con il titolo What Can It Bee?.